# Maria de Jesus Haller
Maria de Jesus Haller (1923-18 de octubre de 2006) fue una maestra, periodista y escritora angoleña y la primera mujer embajadora de Angola. Participó en la lucha de Angola por la independencia de su potencia colonial, Portugal.

## Biografía
Nació en Angola como María de Jesús Nunes Da Silva en 1923, hija de una trabajadora de 12 años que había sido violada por el dueño de la plantación. Cuando María tenía tres años, su padre la envió a criarse en su Portugal natal. A los 15 años, se reunió brevemente con su madre y se sintió inspirada para dedicarse al activismo y la política.
Hacia 1955 se casó con el empresario suizo Jean Rodolphe de Haller. Mientras vivía en Léopoldville, en el Congo Belga colonial, conoció a otros angoleños exiliados que se oponían a la opresión portuguesa de la población negra de Angola. Tras regresar a Europa, Haller se mantuvo en contacto con el grupo y, en 1965, le pidieron que representara al MPLA (Movimiento Popular para la Liberación de Angola) en El Cairo, Egipto. Se enfrentó a los funcionarios egipcios que le negaban el acceso a las emisoras de radio, hasta que ella y Agostinho Neto amenazaron con irse de Egipto.
Después de trece años de guerra, Angola obtuvo su independencia el 11 de noviembre de 1975, con Agostinho Neto como su primer presidente. En 1978, Haller se convirtió en la primera mujer embajadora de Angola y fue enviada a Estocolmo para representar a su país en el Reino de Suecia. Más tarde se convirtió en directora del Departamento de Asia y Oceanía en el Ministerio de Relaciones Exteriores de Angola.
Fue miembro de la Unión de Escritores de Angola (UEA) y en 1988 contribuyó con un cuento infantil a la antología Acácia Rubra del sindicato.
Haller murió el 18 de octubre de 2006 en Ginebra, Suiza, tras una larga enfermedad. Sus funerales se celebraron en Angola.

## Obras
- «Fá...pe...lááá!!!». Acácia Rubra. União dos Escritores Angolanos (UEA). 1988. (anthology of children's stories)